# Suchoi S-51
Die Suchoi S-51 (russisch Сухой С-51) war ein Projekt zur Entwicklung eines Überschall-Verkehrsflugzeuges.

## Geschichte
Neben dem Projekt eines zehn- bis zwölfsitzigen Überschallgeschäftsreiseflugzeugs (Supersonic Business Jet, SSBJ Suchoi S-21) gab es Anfang der Neunzigerjahre eine Design-Studie für ein mittelgroßes Langstrecken-Überschall-Flugzeug. Die Bezeichnung S-51 ließ auf den Chefdesigner Michail Petrowitsch Simonow schließen.
Das Design ähnelte demjenigen des S-21. Entsprechend der Größe waren für den Tiefdecker 4 Triebwerke vorgesehen. Der weit hinten angesetzte Pfeilflügel verfügte über weit nach vorne gezogene Flügelvorderkanten.
Mit einer Dreierbesatzung sollten bis 52 Passagiere transportiert werden.

## Technische Daten
| Kenngröße             | Daten                                         |
| --------------------- | --------------------------------------------- |
| Besatzung             | 3                                             |
| Passagiere            | 10–52                                         |
| Länge                 | 42,70 m                                       |
| Spannweite            | 27,12 m                                       |
| Höhe                  | 9,56 m                                        |
| max. Startmasse       | 88.500 kg                                     |
| Höchstgeschwindigkeit | Mach 2                                        |
| Reichweite            | 9.000 km (unabhängig von der Geschwindigkeit) |
| Dienstgipfelhöhe      | 18.000 m                                      |
| Triebwerk             | mit variablem Nebenstromverhältnis            |